# Giro d’Italia 1935

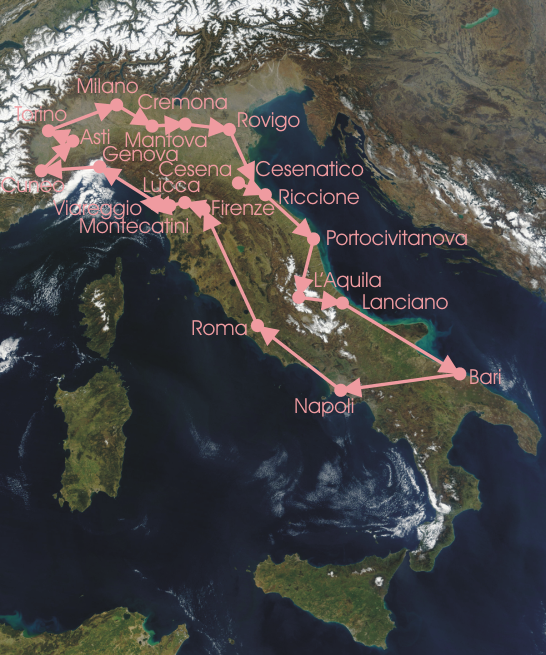
Streckenverlauf des Giro

Der 23. Giro d’Italia fand vom 18. Mai bis 9. Juni 1935 statt.
Das Radrennen bestand aus 18 Etappen mit einer Gesamtlänge von 3.577 Kilometern. Von 102 Teilnehmern erreichten 62 das Ziel. Vasco Bergamaschi errang den Giro-Sieg vor Giuseppe Martano. Die Mannschaftswertung gewann das Team Frejus. Die Bergwertung gewann der spätere dreimalige Girosieger Gino Bartali vor Remo Bertoni.

## Gesamtwertung
| \| 1. \| Vasco Bergamaschi \| Königreich Italien \| 113h 22' 46" \| \| 2. \| Giuseppe Martano \| Königreich Italien \| 3' 7" zurück \| \| 3. \| Giuseppe Olmo \| Königreich Italien \| 6' 12" zurück \| \| 4. \| Learco Guerra \| Königreich Italien \| 7' 22" zurück \| \| 5. \| Maurice Archambaud \| Frankreich \| 9' 19" zurück \| \| 6. \| Remo Bertoni \| Königreich Italien \| 9' 46" zurück \| \| 7. \| Gino Bartali \| Königreich Italien \| 16' 1" zurück \| \| 8. \| Ezio Cecchi \| Königreich Italien \| 16' 3" zurück \| \| 9. \| Augusto Introzzi \| Königreich Italien \| 17' 1" zurück \| \| 10. \| Ambrogio Morelli \| Königreich Italien \| 17' 13" zurück \| |                    |                    |                |
| 1. | Vasco Bergamaschi  | Königreich Italien | 113h 22' 46"   |
| 2. | Giuseppe Martano   | Königreich Italien | 3' 7" zurück   |
| 3. | Giuseppe Olmo      | Königreich Italien | 6' 12" zurück  |
| 4. | Learco Guerra      | Königreich Italien | 7' 22" zurück  |
| 5. | Maurice Archambaud | Frankreich         | 9' 19" zurück  |
| 6. | Remo Bertoni       | Königreich Italien | 9' 46" zurück  |
| 7. | Gino Bartali       | Königreich Italien | 16' 1" zurück  |
| 8. | Ezio Cecchi        | Königreich Italien | 16' 3" zurück  |
| 9. | Augusto Introzzi   | Königreich Italien | 17' 1" zurück  |
| 10. | Ambrogio Morelli   | Königreich Italien | 17' 13" zurück |

## Etappen
| Etappe | Von – nach                  | km    | Etappensieger                             | Rosa Trikot                               |
| ------ | --------------------------- | ----- | ----------------------------------------- | ----------------------------------------- |
| 1      | Mailand – Cremona           | 165   | Vasco Bergamaschi ( Königreich Italien)   | Vasco Bergamaschi ( Königreich Italien)   |
| 2      | Cremona – Mantua            | 175   | Domenico Piemontesi ( Königreich Italien) | Domenico Piemontesi ( Königreich Italien) |
| 3      | Mantua – Rovigo             | 162   | Learco Guerra ( Königreich Italien)       | Domenico Piemontesi ( Königreich Italien) |
| 4      | Rovigo – Cesenatico         | 140   | Learco Guerra ( Königreich Italien)       | Walter Fantini ( Königreich Italien)      |
| 5 a    | Cesena – Riccione (EZ)      | 35    | Giuseppe Olmo ( Königreich Italien)       | Giuseppe Olmo ( Königreich Italien)       |
| 5 b    | Riccione – Portocivitanova  | 136   | Antonio Folco ( Königreich Italien)       | Giuseppe Olmo ( Königreich Italien)       |
| 6      | Portocivitanova – L’Aquila  | 171   | Gino Bartali ( Königreich Italien)        | Vasco Bergamaschi ( Königreich Italien)   |
| 7      | L’Aquila – Lanciano         | 146   | Learco Guerra ( Königreich Italien)       | Vasco Bergamaschi ( Königreich Italien)   |
| 8      | Lanciano – Bari             | 308   | Learco Guerra ( Königreich Italien)       | Vasco Bergamaschi ( Königreich Italien)   |
| 9      | Bari – Neapel               | 333   | Raffaele Di Paco ( Königreich Italien)    | Vasco Bergamaschi ( Königreich Italien)   |
| 10     | Neapel – Rom                | 250   | Learco Guerra ( Königreich Italien)       | Vasco Bergamaschi ( Königreich Italien)   |
| 11     | Rom – Florenz               | 317   | Vasco Bergamaschi ( Königreich Italien)   | Vasco Bergamaschi ( Königreich Italien)   |
| 12     | Florenz – Montecatini Terme | 134   | Giuseppe Olmo ( Königreich Italien)       | Vasco Bergamaschi ( Königreich Italien)   |
| 13 a   | Montecatini Terme – Lucca   | 99    | René Debenne ( Frankreich)                | Vasco Bergamaschi ( Königreich Italien)   |
| 13 b   | Lucca – Viareggio (EZ)      | 55    | Maurice Archambaud ( Frankreich)          | Vasco Bergamaschi ( Königreich Italien)   |
| 14     | Viareggio – Genua           | 172   | Raffaele Di Paco ( Königreich Italien)    | Vasco Bergamaschi ( Königreich Italien)   |
| 15     | Genua – Cuneo               | 148   | Giuseppe Olmo ( Königreich Italien)       | Vasco Bergamaschi ( Königreich Italien)   |
| 16     | Cuneo – Asti                | 91    | Giuseppe Olmo ( Königreich Italien)       | Vasco Bergamaschi ( Königreich Italien)   |
| 17     | Asti – Turin                | 250   | Raffaele Di Paco ( Königreich Italien)    | Vasco Bergamaschi ( Königreich Italien)   |
| 18     | Turin – Mailand             | 290   | Raffaele Di Paco ( Königreich Italien)    | Vasco Bergamaschi ( Königreich Italien)   |
| Gesamt | Gesamt                      | 3.577 |                                           |                                           |

## Bergwertung
1. Gino Bartali
2. Remo Bertoni